# Xenoestrogene
Xenoestrogene sind synthetisch hergestellte chemische Verbindungen mit estrogenartiger Wirkung auf das Hormonsystem eines Organismus und zählen damit zu den endokrinen Disruptoren. Sie werden unterschieden von den Phytoestrogenen (Substanzen mit estrogenartiger Wirkung aus Pflanzen) und den pharmakologisch eingesetzten Estrogenen.